# Liste des comtes de Chiny
Le comté de Chiny, qui trouve ses origines à la suite de la disparition du Comté d'Ardenne, s'étendait approximativement sur l'extrême Sud-Ouest de la province belge actuelle du Luxembourg et le Nord-Ouest du département français de la Meuse. Il était traversé par la Semois et la Chiers. Il finit par englober la plus grande partie des cantons de Virton, Étalle, Florenville, Neufchâteau, Montmédy, Carignan et avait conservé sur la Meuse Warcq et Givet.
Otton de Warcq est considéré par certains historiens comme un cadet de la maison de Vermandois. Il est probable qu'il ait réussi à se mettre en possession du comté d'Yvois, puisque ses successeurs l'occupèrent en même temps que Warcq. Après avoir édifié le château de Chiny, ils en prirent le nom.

## Maison de Chiny
Otton Ier, seigneur de Warcq (v.950 † v.992), fils probable d'Albert Ier le Pieux, comte de Vermandois, et de Gerberge de Lotharingie.
Louis Ier, comte de Chiny et de Verdun († 1025), fils du précédent.
marié à Adélaïde
Louis II, comte de Chiny, fils du précédent.
Arnoul Ier, comte de Chiny († 1106), fils du précédent, fondateur de plusieurs prieurés et de l'Abbaye d'Orval en 1070.
marié à Adélaïs, fille d'Hildouin IV de Montdidier, comte de Ramerupt et de Roucy, et d'Alix de Roucy
Otton II, comte de Chiny († après 1131), fils du précédent.
marié à Adélaïs, fille d'Albert III, comte de Namur et d'Itte de Luxembourg
Albert Ier, comte de Chiny († avant 1162), fils du précédent.
marié à Agnès, fille de Renaud Ier, comte de Bar et de Gisèle de Vaudémont

comtes de Chiny

Louis III, comte de Chiny († 1189), fils du précédent. marié à Sophie. Frère ainé d'Arnoul de Chiny, évêque de Verdun.
Louis IV le Jeune, comte de Chiny († 1226), fils du précédent.
marié à Mathilde d'Avesnes
Jeanne, comtesse de Chiny (1205 † 1271), fille du précédent
mariée à Arnoul IV (1210 † 1273), comte de Looz
Source :
- Christian Settipani, La Préhistoire des Capétiens (Nouvelle Histoire généalogique de l'auguste maison de France, vol. 1), Villeneuve-d'Ascq, éd. Patrick van Kerrebrouck, 1993, 545 p. (ISBN 978-2-95015-093-6)

comtes de Looz et de Chiny

Les comtes de Chiny font partie du groupe héraldique des dix lignages issus de Thierry Ier de Bar (v. 1045-1103) qui ont deux poissons adossés dans leurs armes au XIIIe siècle.

## Maison de Looz
Arnoul II de Looz (1210 † 1273), comte de Looz (Arnoul IV) et de Chiny (Arnoul II)
marié à Jeanne, comtesse de Chiny (1205 † 1271)
Louis V, comte de Chiny (1235 † 1299)  second fils du précédent
marié à Jeanne de Bar, veuve de Frédéric de Blâmont, fille d'Henri II de Bar et Philippa de Dreux
Surtout connu parce qu'il organisa à Chauvency-le-Château, en 1285, un des tournois de chevalerie les plus fameux du Moyen Âge, admirablement relaté par Jacques Bretel. Louis V étant décédé sans descendance, le comté de Chiny passa à son neveu, Arnoul V de Looz
Arnoul III (1260 † 1323), comte de Looz (Arnoul V) et de Chiny (Arnoul III), neveu du précédent, fils de Jean Ier, comte de Looz. En 1313, il cède Chiny à son fils.
marié à Marguerite de Vianden.
Louis VI († 1336), comte de Looz (Louis IV) et de Chiny (Louis VI), fils du précédent 
marié à Marguerite de Lorraine († 1348), fille de Thiébaud II, duc de Lorraine, et d'Isabelle de Rumigny.

## Maison de Heinsberg

Thierry de Heinsberg († 1361), comte de Looz (Louis IV) et de Chiny (Louis VI), neveu du précédent, fils de Godefroy de Heinsberg et de Mathilde de Looz
marié à Cunegonde de la Marck
La suite n'est pas assurée pour les années qui suivent. Il y a en 1340 la vente des villes et prévôtés d'Ivoix, de Virton et de La Ferté à Jean l'Aveugle, roi de Bohême et comte de Luxembourg.
Godefroy de Heinsberg (1325 † 1395), seigneur de Dalenbroeck, neveu du précédent, fils de Jean de Heinsberg, seigneur de Dalenbroeck, et de Catherine de Vorne. Il aurait reçu le comté de Chiny de son oncle à une date indéterminée.

## Maison de Rumigny

1362 - 1364 : Arnoul IV de Rumigny, fils de Guillaume d'Oreye, achète le comté de Chiny. 
Arnoul de Rumigny vend le comté de Chiny, en 1364, à Wenceslas Ier, duc de Luxembourg.